# アフターバーナー (アルバム)
『アフターバーナー』（Afterburner）は、アメリカ合衆国のロック・バンド、ZZトップが1985年に発表した9作目のスタジオ・アルバム。

## 解説
ZZトップの作品の中でも特にシンセサイザーを多用したアルバムで、音楽評論家のStephen Thomas Erlewineはオールミュージックにおいて「ハードロック・バンドでさえ、キンキンと響くDX-7と虚ろなドラムに満たされたシンセ・ポップ的サウンドを作らねばならなかった時代を示した作品」と評している。
バンドの母国アメリカのBillboard 200では4位に達して初のトップ5入りを果たし、1999年8月にはRIAAによって5×プラチナに認定されている。全英アルバムチャートでは、前作『イリミネイター』（1983年）に続くトップ5入りを果たし、最高2位に達した。ニュージーランドのアルバム・チャートでは、3週連続で1位を獲得している。
また、本作からは「スリーピング・バッグ」（全米8位・全英27位）、「ステージス」（全米21位・全英43位）、「ラフ・ボーイ」（全米22位・全英23位）、「ヴェルクロ・フライ」（全米35位・全英54位）といったシングル・ヒットが生まれた。

## 収録曲
全曲ともビリー・ギボンズ、ダスティ・ヒル、フランク・ベアードの共作。
1. スリーピング・バッグ "Sleeping Bag" – 4:02
2. ステージス "Stages" – 3:32
3. ウォーク・アップ "Woke Up with Wood" – 3:45
4. ラフ・ボーイ "Rough Boy" – 4:50
5. キャント・ストップ・ロッキン "Can't Stop Rockin'" – 3:01
6. プラネット・オブ・ウィメン "Planet of Women" – 4:04
7. アイ・ガット・ザ・メッセージ "I Got the Message" – 3:27
8. ヴェルクロ・フライ "Velcro Fly" – 3:29
9. ディッピング・ロウ "Dipping Low (In the Lap of Luxury)" – 3:11
10. デリリアス "Delirious" – 3:41

## 他メディアでの使用例
「ステージス」はアメリカ映画『恋はカメハメハ!』（1986年公開）のサウンドトラックで使用された。また、「キャント・ストップ・ロッキン」はアメリカ映画『ミュータント・ニンジャ・タートルズ3』（1993年公開）のサウンドトラックで使用された。

## カヴァー
- ラフ・ボーイ
  - ブルックス&ダン - トリビュート・アルバム『Sharp Dressed Men: A Tribute To ZZ Top』（2002年）に提供[16]。
  - ワイクリフ・ジョン - トリビュート・アルバム『ZZ Top: A Tribute from Friends』（2011年）に提供[17]。

## 参加ミュージシャン
- ビリー・ギボンズ - ボーカル、 ギター
- ダスティ・ヒル - ボーカル、ベース
- フランク・ベアード - ドラムス